# جورنياك
جورنياك (بالفرنسية: Jourgnac)‏ هي بلدية في مقاطعة فيين العليا في منطقة أقطانية الجديدة غرب وسط فرنسا.